# Prostorno
Prostorno (bułg. Просторно) – wieś w Bułgarii, w obwodzie Razgrad, w gminie Razgrad. W 2023 roku liczyła 154 mieszkańców.